# Середівка (Чугуївський район)
Сере́дівка — село в Україні, у Старосалтівській селищній громаді Чугуївського району Харківської області. Населення становить 101 особу.

## Географія
Село Середівка знаходиться за 5 км від річки Хотімля, на відстані 2 км розташовані села Томахівка і Дідівка.

## Історія
12 червня 2020 року, відповідно до розпорядження Кабінету Міністрів України № 725-р «Про визначення адміністративних центрів та затвердження територій територіальних громад Харківської області», село увійшло до складу  Старосалтівської селищної громади.
19 липня 2020 року в результаті адміністративно-територіальної реформи та ліквідації Вовчанського району увійшло до Чугуївського району.